# Hoegi-dong
Hoegi-dong (koreanska: 회기동) är en stadsdel i Sydkoreas huvudstad Seoul. Den ligger i den nordöstra delen av staden i stadsdistriktet Dongdaemun-gu.